# ستيوارت ميلتون هودسون
ستيوارت ميلتون هودسون هو قاضي كندي، ولد في 1 أبريل 1924 في فانكوفر في كندا، وتوفي في 18 ديسمبر 2015.